# Лукашевичи
Лукашевичи — польские и украинские дворянские роды.
Фамилия Лукашевичей берёт своё начало из Польши. Один из основателей рода, Казимир Лукашевич (1534—1603), был каштеляном в Сандомире при воеводе. Его потомки обитали в Польском государстве. Украинская ветвь происходит от Лукаша (Луки) Васильевича Коломийченко (? — до 1736), переяславского полкового есаула. Его сын Михаил Лукич Лукашевич (1701—1773) — переяславский полковой есаул, государственный советник гетманов Скоропадского и Апостола. Его потомки: Пётр Михайлович (1739—1795) — надворный советник; Аким Петрович (1765—1831) — маршал дворянства; Платон Акимович (1801—1888) — писатель, этнограф, лингвист; Клавдия Владимировна (1856—1937) — писательница. Род Лукашевичей имеет непосредственное продолжение в фамилиях Мазурков(а), в дальнейшем Гусаров(а). В XXI веке в России насчитывается около 6 ветвей потомков Михаила Лукича Лукашевича (1701—1773) с этими фамилиями.